# سارا هبه
سارا هبه مرینو (زاده ۹ ژوئیه ۱۹۸۳ در ترلئو) یک خواننده رپ و موسیقی‌دان آرژانتینی است. ژانر غالب آثار هبی رپ است، علاوه بر آن او موسیقی‌هایی را در مرز فانک، پانک راک، رگیتون و کامبیا نیز اجرا می‌کند. مضامین ترانه‌های هبه حول محور آزادی بیان، فمینیسم، دفاع از حقوق بشر، بحران اجتماعی و وضعیت سیاسی در آرژانتین می‌چرخد. او خود را یک ترنس فمینیست توصیف می‌کند.